# Airey Neave
Airey Neave (Londra, 23 gennaio 1916 – Londra, 30 marzo 1979) è stato un militare, politico e agente segreto britannico.
Segretario di Stato ombra per l'Irlanda del Nord con Margaret Thatcher, fu assassinato durante un attentato dinamitardo attribuito agli irlandesi dell'INLA.

## Biografia
Figlio del celebre entomologo Sheffield Airey Neave (1879-1961), trascorse gran parte della sua infanzia nel distretto londinese di Knightsbridge. Nel 1929 entrò ad Eton e successivamente al Merton College dove studiò legge.
Mentre era ancora studente ad Eton, il giovane Neave scrisse un saggio sulle conseguenze dell'ascesa al potere di Adolf Hitler che vinse un importante premio studentesco. Successivamente acquistò un'importante e costosa edizione delle opere del celebre teorico della guerra Carl von Clausewitz, e quando gli venne chiesto il motivo di questo suo interesse rispose che riteneva che, poiché la guerra era ormai alle porte, fosse segno di sensibilità studiare il modo migliore di condurla.

### Carriera militare
Dopo gli studi universitari, Neave entrò nell'esercito britannico, prima nel Territorial Army, diventando poi ufficiale nelle file della Royal Artillery, proprio allo scoppio della seconda guerra mondiale. Dopo essere stato inviato al fronte in Francia nel febbraio 1940, venne ferito e catturato dai nazisti presso Calais il 23 maggio 1940 e tenuto prigioniero in un campo di prigionia nei pressi di Spangenberg e trasferito presso lo Stalag XX-A vicino Thorn (l'odierna Toruń), nella Polonia occidentale occupata dai tedeschi, dal quale cercò di evadere nell'aprile del 1941. Tuttavia, durante il suo tentativo di raggiungere la zona occupata dalle truppe sovietiche, Neave venne nuovamente catturato dalla Gestapo e imprigionato nel campo di prigionia all'interno del Castello di Colditz.
Fu il primo prigioniero di guerra britannico a riuscire a fuggire da Oflag IV-C al castello di Colditz.
Il 12 maggio 1942, poco dopo il suo ritorno in Inghilterra, fu decorato con la Military Cross, e in seguito lavorò nell'intelligence militare per l'MI9.  Dopo la guerra prestò servizio presso il Tribunale Militare Internazionale al processo di Norimberga.
Sulle sue esperienza in guerra pubblicò anni dopo alcuni volumi.

### Carriera politica
Lasciata la divisa, durante le elezioni politiche nel Regno Unito del 1950 si presentò come candidato per il seggio di Thurrock e, nel 1951, per il seggio di Ealing North. Venne tuttavia eletto in Parlamento nel 1953, come candidato per il seggio di Abingdon, e sempre rieletto fino alla morte.
Il suo percorso politico fu intervallato da un attacco di cuore avuto nel 1959.
Nei primi anni settanta, Neave fu coinvolto nel supposto complotto ordito da parte di esponenti di destra appartenenti ai servizi segreti britannici contro la persona del laburista Harold Wilson.
Fu quindi Segretario di Stato ombra per l'Irlanda del Nord dal 1975 alla morte, con la Thatcher, di cui fu stretto collaboratore.

### Assassinio
Neave venne ucciso da un ordigno dinamitardo posto sotto la sua automobile, esploso mentre Neave si trovava nella rampa di accesso nei pressi del parcheggio della Camera dei Comuni a Palazzo di Westminster, il 30 marzo 1979 alle 14:58.
Dopo aver perso entrambe le gambe a causa dell'esplosione, venne tirato fuori ancora vivo dall'auto e condotto tempestivamente all'ospedale di Westminster, dove però morì poco dopo per le ferite riportate. L'intera responsabilità dell'attentato venne rivendicata dal movimento terroristico irlandese Irish National Liberation Army.

## Opere
- Little Cyclone, 1954
- Saturday at MI9, 1969
- The Flames of Calais: A Soldier's Battle, 1972
- Nuremberg, 1978